# Bořivoj Brdička
Bořivoj Brdička (* 29. září 1955, Praha) je český vysokoškolský pedagog, lektor, autor, editor a propagátor vzdělávacích technologií. Působí na Katedře informačních technologií a technické výchovy Pedagogické fakulty Univerzity Karlovy v Praze, kde vede kurzy Vzdělávací technologie v práci učitele, ve kterých připravuje studenty na budoucí učitelskou profesi, zejména v oblasti integrace technologií do vzdělávacího procesu.
Je uznávaným odborníkem a vizionářem v oblasti využití informačních a komunikačních technologií ve výuce. Aktuální novinky a dění v této oblasti a metodickou podporu předává učitelům prostřednictvím portálu Učitelský spomocník pro využití moderních technologií ve výuce, jehož je zakladatelem a šéfredaktorem.

## Kariéra

### Československá televize, Komenium, VUIS, ÚIV
Po absolvování studia na ČVUT FEL nastoupil v roce 1980 jako zvukař do Československé televize, kde pracoval na oddělení přenosové techniky. V roce 1984 začal pracovat v národním podniku Komenium, tehdy centrálním a jediném dodavateli učebních pomůcek do českých a slovenských škol). Místo původní pozice zvukaře v nahrávacím studiu se stal referentem zodpovědným za počínající dodávky školních mikropočítačů IQ 151 do škol a současně jedním z prvních lidí v Československu zodpovědných za výukové využití počítačů ve školách. Turbulentní rok 1989 ho zastihl ve Výzkumném ústavu inženýrského studia ČVUT, kde pracoval na vývoji systémů řízení výuky. Po jeho zrušení zakládal Infocentrum Ústavu pro informace ve vzdělávání, jehož cílem bylo zvyšovat informovanost učitelů v oblasti využití ICT. Tato činnost sice nebyla nadřízenými orgány uznána za hodnou financování, přesto se mu stala osudnou a zabývá se jí po celý zbytek života.

### Univerzita Karlova, Pedagogická fakulta
V letech 1995 až 2018 působil na Pedagogické fakultě Univerzity Karlovy, kde připravoval budoucí pedagogy na to, aby byli schopni efektivně zavádět technologie do své výuky představováním aktuálních ICT trendů ve spojení s pedagogickými a didaktickými principy.
V roce 1997 stál u vzniku nového pracoviště zabývajícího se přípravou učitelů v oblasti technologií, dnes známé jako Katedra informačních technologií a technické výchovy (KITTV).
Na konci roku 2018 ukončil své působení na Pedagogické fakultě Univerzity Karlovy.

#### Předmět Vzdělávací technologie v práci učitele
V letech 2012–2018 učil na Katedře informačních technologií a technické výchovy předmět Vzdělávací technologie v práci učitele a současně jej vysílá živě pomocí technologie Google Hangouts. Prezentaci k tomuto kurzu volně sdílel na portálu Slideshare. Záznamy všech lekcí byly následně publikovány na jeho YouTube kanále k opětovnému zhlédnutí. Pro kurz využíval i LMS systém Edmodo pro diskusi a další aktivity studentů související s předmětem.

### Učitelský spomocník
V roce 1995 vytvořil první český web zabývající se vzdělávacími technologiemi s názvem Bobrův Pomocník Archivováno 1. 6. 2020 na Wayback Machine., ze kterého, v rámci nového oddělení KITTV PedF UK, vznikl v roce 1997 Učitelský spomocník, internetový informační server napomáhající učitelům k jejich soustavnému odbornému růstu ve snaze přispět ke zvýšení jejich schopnosti pracovat s moderními technologiemi a přispět k jejich umění využívat tyto technologie správným způsobem a co nejefektivněji.
Učitelský spomocník je od prosince 2010 součástí Metodického portálu RVP.cz.

### Další kariéra
Bořivoj Brdička je také členem výkonných výborů Jednoty školských informatiků, z. s. (JŠI) a Stálé konference asociací ve vzdělávání, z. s. (SKAV), a dále členem pracovních skupin Národního ústavu pro vzdělávání (NÚV) pro revizi rámcových vzdělávacích programů (RVP) v oblasti ICT/MV a metodickým garantem Digitálních center Elixíru do škol.

## Dílo
- Role internetu ve vzdělávání. Studijní materiál pro učitele snažící se uplatnit moderní technologie ve vzdělávání. Kladno, AISIS, 2003.[7]
- The role of internet in education: the meta-analysis study material for technology integrating teachers. Kladno: AISIS, 2003.[8]
- Vzdělávací technologie 21. století. Studijní materiály kurzu Vzdělávací technologie v práci učitele. Slideshare.net.[9]
- Educational Technology for 21st century. Studijní materiál kurzu Vzdělávací technologie v práci učitele pro zahraniční studenty. Slideshare.net.[10]
- Prezentační materiály z oblasti technologií ve vzdělávání pro účely seminářů a konferencí. Slideshare.net.[11]

## Funkce
- čestný člen řídícího výboru asociace European Schools Project
- člen jury European Schoolnet eLearning Awards
- člen panelu expertů Evropské komise (DGEAC) pro hodnocení projektů LLP, Erasmus, H2020
- národní koordinátor mezinárodního výzkumu SITES M2[12]
- člen Výkonného výboru Jednoty školských informatiků[13]
- člen SKAV za Jednotu školských informatiků a spoluautorem charty SKAV, Desatera o vzdělávání[14]